# Hypersypnoides heinrichi
Hypersypnoides heinrichi là một loài bướm đêm trong họ Erebidae.